# Бегова къща (Гостивар)
Къщата на Болетини, известна като Беговата къща или Жълтата къща (на македонска литературна норма: Куќа на Болетини, Бегова куќа, Жолта куќа), е жилищна сграда в град Гостивар, Северна Македония, обявена за културно наследство на страната.
Беговата къща е разположена на улица „Майор Чеде Филиповски“ № 68. Изградена е през XVIII или XIX век от Даут Болетини и е част от комплекс от две къщи, характерни за по-богатите турци в града. Запазен е единствено мъжкият дял от комплекса с ориенталска архитектура и раздвижени елементи на челната фасада. В 1984 година къщата е обявена за защитен паметник.
- Исторически снимки
- Мъжката къща с български войници отпред, 1917 г.
- Разрушената женска къща с български войници отпред, 1917 г.
- Беговата къща в 1929 г.